# Turka cervinus
Turka cervinus är en tvåvingeart som först beskrevs av Friedrich Hermann Loew 1856.  Turka cervinus ingår i släktet Turka och familjen rovflugor. Inga underarter finns listade i Catalogue of Life.